# Warlus (Somme)
Warlus è un comune francese di 233 abitanti situato nel dipartimento della Somme nella regione dell'Alta Francia.

## Società

### Evoluzione demografica
Abitanti censiti